# گلیکو
گلیکو (انگلیسی: Ezaki Glico) شرکت صنایع غذایی ژاپنی است، که در سال ۱۹۲۲ تأسیس شد.